# Il cielo (Tiromancino)
Il cielo è un singolo del gruppo musicale italiano Tiromancino, pubblicato il 15 novembre 2024.

## Video musicale
Il video, diretto da Marco Pavone, è stato pubblicato in concomitanza del lancio del singolo sul canale YouTube del gruppo.

## Tracce
Testi di Federico Zampaglione e Federico Bertollini, musiche di Federico Zampaglione.
1. Il cielo – 3:16